# بلاذر كاراكولي
بلاذر كاراكولي (الاسم العلمي: Anacardium caracolii) هي نوع من النباتات يتبع جنس البلاذر من فصيلة البلاذرية.